# Landkreis Bärn

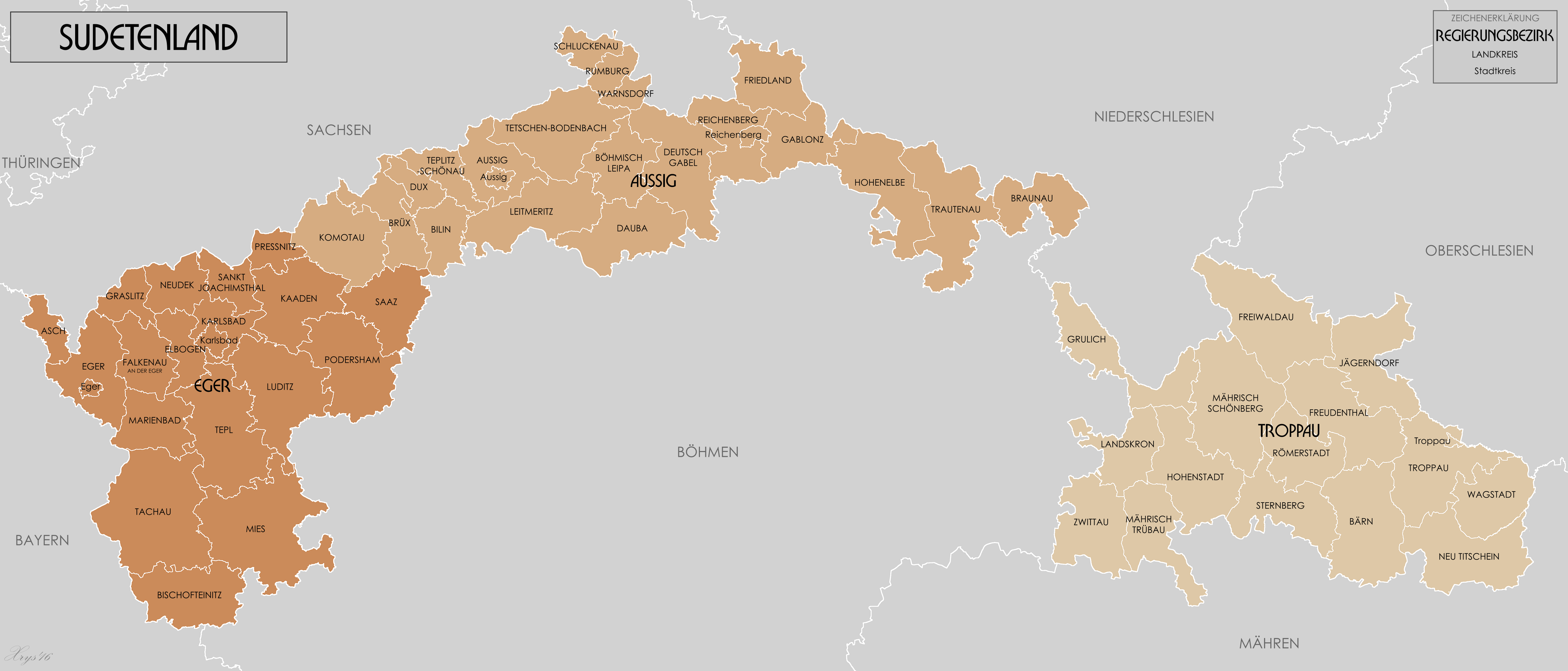
Verwaltungskarte des Reichsgaus Sudetenland

Der Landkreis Bärn bestand in der Zeit zwischen 1938 und 1945. Er umfasste am 1. Januar 1945 sechs Städte sowie 52 Gemeinden. Das Gebiet des Landkreises gehörte zum Regierungsbezirk Troppau. Hier lebten am 1. Dezember 1930 37.158, am 17. Mai 1939 37.121 und am 22. Mai 1947 25.608 Einwohner.

## Verwaltungsgeschichte

### Tschechoslowakei / Deutsche Besatzung
Vor dem Münchner Abkommen vom 28. September 1938 gehörten die politischen Bezirke Moravský Beroun und Olomouc zur Tschechoslowakei.
In der Zeit vom 1. bis 10. Oktober 1938 besetzten deutsche Truppen das Sudetenland bis zur vereinbarten Demarkationslinie. Der politische Bezirk Moravský Beroun trug fortan die frühere deutsch-österreichische Bezeichnung Bärn. Er umfasste die Gerichtsbezirke Hof und Stadt Liebau. Der politische Bezirk Olomouc trug fortan die frühere deutsch-österreichische Bezeichnung Olmütz-Land. Er umfasste die zum Deutschen Reich gehörenden Gemeinden und Gemeindeteile des Gerichtsbezirkes Olmütz-Land. Seit dem 20. November 1938 führten die politischen Bezirke Bärn und Olmütz-Land die Bezeichnung „Landkreis“. Sie unterstanden bis zu diesem Tage dem Oberbefehlshaber des Heeres, Generaloberst Walther von Brauchitsch, als Militärverwaltungschef.

### Deutsches Reich
Am 21. November wurde das Gebiet der Landkreise Bärn und Olmütz-Land (teilweise) förmlich in das Deutsche Reich eingegliedert und kam zum Verwaltungsbezirk der Sudetendeutschen Gebiete unter dem Reichskommissar Konrad Henlein.
Sitz der Kreisverwaltung wurde die Stadt Bärn.
Ab dem 15. April 1939 galt das Gesetz über den Aufbau der Verwaltung im Reichsgau Sudetenland (Sudetengaugesetz). Danach kamen die Landkreise Bärn und Olmütz-Land (teilweise) zum Reichsgau Sudetenland und wurden dem neuen Regierungsbezirk Troppau zugeteilt.
Zum 1. Mai 1939 wurde eine Neugliederung der teilweise zerschnittenen Kreise im Sudetenland verfügt. In den Landkreis Bärn wurden eingegliedert:
- die zum Deutschen Reich gehörenden Gemeinden und Gemeindeteile des Gerichtsbezirks Leipnik und die Gemeinden Bodenstadt, Fünfzighuben, Gaisdorf, Hermsdorf, Mittelwald, Poschkau, Punkendorf und Schmiedsau des Gerichtsbezirks Mährisch Weißkirchen aus dem Landkreis Mährisch Weißkirchen,
- die zum Deutschen Reich gehörenden Gemeinden und Gemeindeteile des Bezirks Olmütz-Land ohne die Gemeinden Dollein (Ortschaft Weska) und Pohorsch aus dem Landkreis Olmütz-Land,
- die Gemeinden Andersdorf, Dittersdorf, Domstadtl, Seibersdorf und Siebenhöfen aus dem Landkreis Sternberg.

Aus dem Landkreis Olmütz-Land wechselten die Gemeinden Dollein (Ortschaft Weska) und Pohorsch zum Landkreis Sternberg.
Die Gemeinden Karlsberg, Neurode und Rautenberg traten vom Landkreis Bärn in den Landkreis Freudenthal.
Bei diesem Zustand blieb es bis zum Ende des Zweiten Weltkriegs.
Ab 1945 gehörte das Gebiet zunächst wieder zur Tschechoslowakei. Heute ist es ein Teil der Tschechischen Republik.

## Landräte
1938–1939: Otto Christian von Hirschfeld
1939–1943: Ekkehard Geib
1943–1945: Heinrich Mastalier

## Kommunalverfassung
Bereits am Tag vor der förmlichen Eingliederung in das Deutsche Reich, nämlich am 20. November 1938, wurden alle Gemeinden der Deutschen Gemeindeordnung vom 30. Januar 1935 unterstellt, welche die Durchsetzung des Führerprinzips auf Gemeindeebene vorsah. Es galten fortan die im bisherigen Reichsgebiet üblichen Bezeichnungen, nämlich statt:
- Ortsgemeinde: Gemeinde,
- Marktgemeinde: Markt,
- Stadtgemeinde: Stadt,
- Politischer Bezirk: Landkreis.

## Städte und Gemeinden
Es galten die bisherigen Ortsnamen weiter, und zwar in der deutsch-österreichischen Fassung von 1918. Die Einwohnerzahlen stammen von 1939:
| Städte 1. Bärn (2.999) 2. Bautsch (4.072) 3. Bodenstadt (1.246) 4. Domstadtl (1.065) 5. Hof (2.460) 6. Stadt Liebau (2.460) | Gemeinden 1. Altendorf (457) 2. Altliebe (248) 3. Altwasser (342) 4. Andersdorf (372) 5. Bernhau (348) 6. Brockersdorf (255) 7. Christdorf (585) 8. Dittersdorf (686) 9. Epperswagen (415) 10. Fünfzighuben (224) 11. Gaisdorf (342) 12. Geppertsau (318) 13. Gersdorf (268) 14. Groß Dittersdorf (716) 15. Groß Waltersdorf (2.005) 16. Großwasser (428) 17. Gundersdorf (457) 18. Habicht (391) 19. Haslicht (360) 20. Heidenpiltsch (874) 21. Herlsdorf (228) 22. Hermsdorf (144) 23. Herzogwald (590) 24. Hombok (2.424) 25. Kozlau (524) 26. Kriegsdorf (259) 27. Kunzendorf (344) 28. Liebenthal (358) 29. Maiwald (234) 30. Milbes (458) 31. Mittelwald (265) 32. Mödlitz (291) 33. Neu Waltersdorf (384) 34. Neudorf (232) 35. Neudörfel (152) 36. Neueigen (250) 37. Nürnberg (291) 38. Ölstadtl (168) 39. Poschkau (430) 40. Posluchau (119) 41. Prusinowitz (261) 42. Punkendorf (99) 43. Reigersdorf (225) 44. Reisendorf (143) 45. Rudelzau (1.069) 46. Schlock (326) 47. Schmeil (728) 48. Schmiedsau (358) 49. Schönwald (792) 50. Seibersdorf (259) 51. Siebenhöfen (273) 52. Siegertsau (301) 53. Nirklowitz 1939 in die Gemeinde Hombok eingegliedert |